# Skeet Shoot
Skeet Shoot est un jeu vidéo de tir au pistolet édité par Trojan Software en 1991 sur Amiga. Le jeu a été adapté sur GX-4000.

## À noter
- Skeet Shoot est aussi le nom d'un jeu de tir édité par Apollon sur Atari 2600 en 1981.